# Nadi FC
Nadi FC – fidżyjski klub piłkarski, mający siedzibę w mieście Nadi. Występuje w National Football League, pierwszym poziomie rozgrywkowym na Fidżi.

## Stadion
Nadi FC rozgrywa swoje mecze na Prince Charles Park.

## Skład na sezon 2021
Stan na: 14 października 2021
| Nr | Poz. | Piłkarz                |
| -- | ---- | ---------------------- |
| 1  | BR   | Tevita Ravia           |
| 6  | OB   | Samuela Gavo           |
| 7  | PO   | William Valentine      |
| 10 | PO   | Beniamino Lebatavatava |
| 12 | OB   | Ame Votoniu            |
| 13 | PO   | Joeli Severo           |
| 15 | NA   | Napolioni Qasevakatini |
| 16 | OB   | Vuniuci Tikomaimereke  |
| 17 | NA   | Serevi Waqa            |
| 22 | BR   | Vereti Dickson         |
|    | PO   | Shaheel Gounder        |
|    | PO   | Rahul Krishna          |
|    | NA   | Mosese Nauci           |

| Nr | Poz. | Piłkarz            |
| -- | ---- | ------------------ |
|    | PO   | Josua Tawake       |
|    | PO   | Eshan Kumar        |
|    | OB   | Savenaca Nasara    |
|    | PO   | Ashneel Kumar      |
|    | OB   | Tuiba Batiratu     |
|    | PO   | Christopher Kumar  |
|    | OB   | Patrick Ralulu     |
|    | OB   | Shivneel Pillay    |
|    | PO   | Usaia Tilivarua    |
|    | NA   | Apisai Sesewa      |
|    | OB   | Serupepeli Neikaci |
|    | OB   | Sakaraia Naisua    |
|    | NA   | Joseph Miller      |

## Sukcesy
- National Football League (9×)[3]: 1978, 1980, 1981, 1982, 1983, 1985, 1998, 2000, 2015
- Inter-District Championship (6×)[3]: 1969, 1971, 1974, 1998, 1999, 2002
- Puchar Fidżi (5×)[3]: 1996, 2013, 2014, 2016, 2019
- Battle of the Giants (5×)[3]: 1978, 1980, 1983, 1986, 1996